# Hermien Dommisse

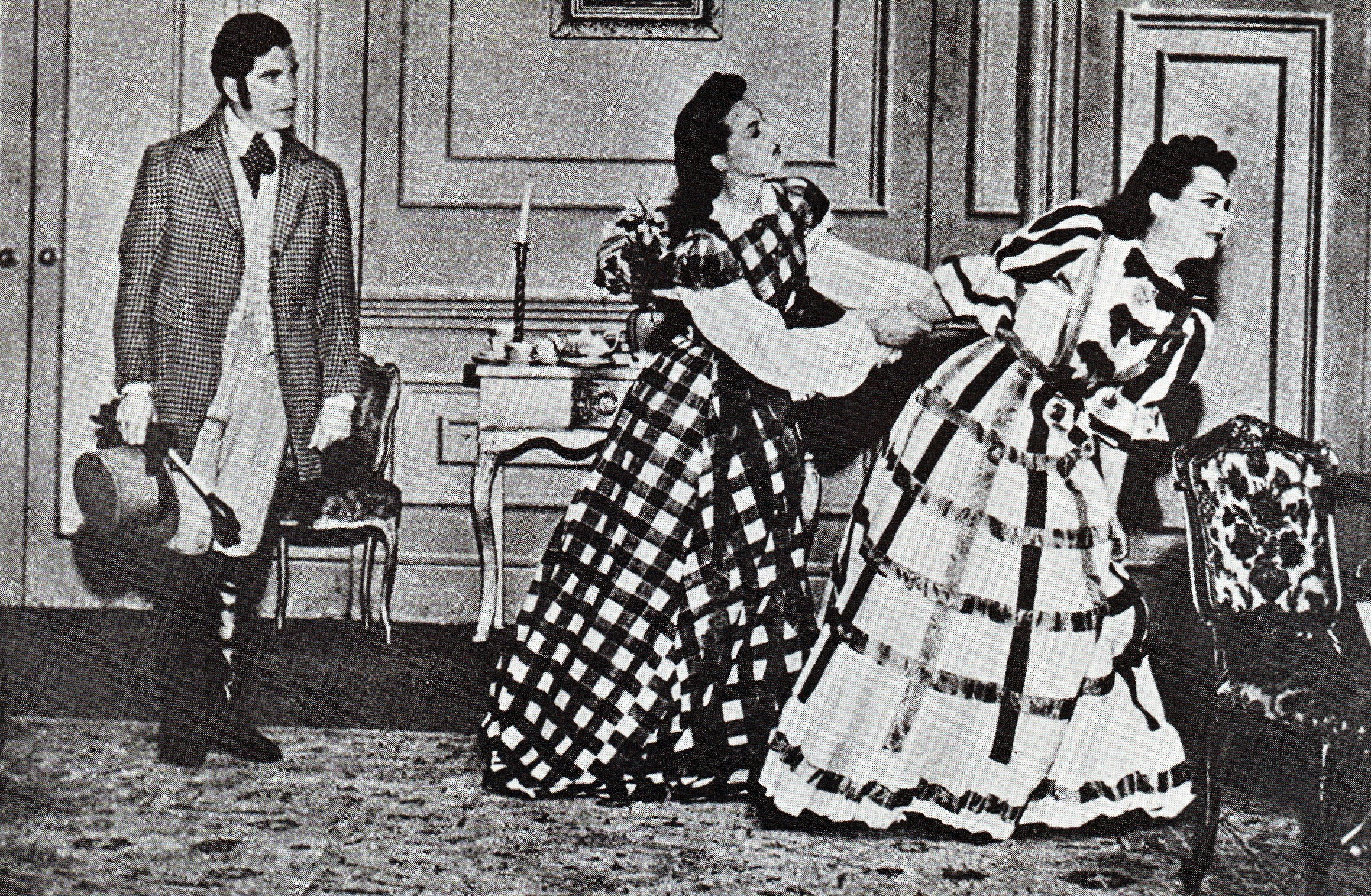
Hermien Dommisse (midden) in 1943

Hermien Dommisse (27 oktober 1915 – Oost-Rand, 24 maart 2010) was een Zuid-Afrikaans regisseuse, actrice, schrijfster en voorvechtster van het Zuid-Afrikaanse theater. Dommisse maakte deel uit van de Transvaalse Raad voor de Uitvoerende Kunsten (Afrikaans: Transvaalse Raad vir die Uitvoerende Kunste, TRUK).
Dommisse bracht de laatste jaren van haar leven door in een verzorgingstehuis in Edenvale. In maart 2010 overleed ze in haar slaap op 94-jarige leeftijd.

## Filmografie
- That Englishwoman (1989)
- Plekkie in die son (1979)
- Jannie totsiens (1970), als Magda
- Die Kandidaat (1968), als Anna Volschenk

## Televisie (selectie)
- Egoli: Plek van Goud, als Monika Vorster
- Agter Elke Man, als Mevrouw Duvenhage